# Fürstenfeldbruck

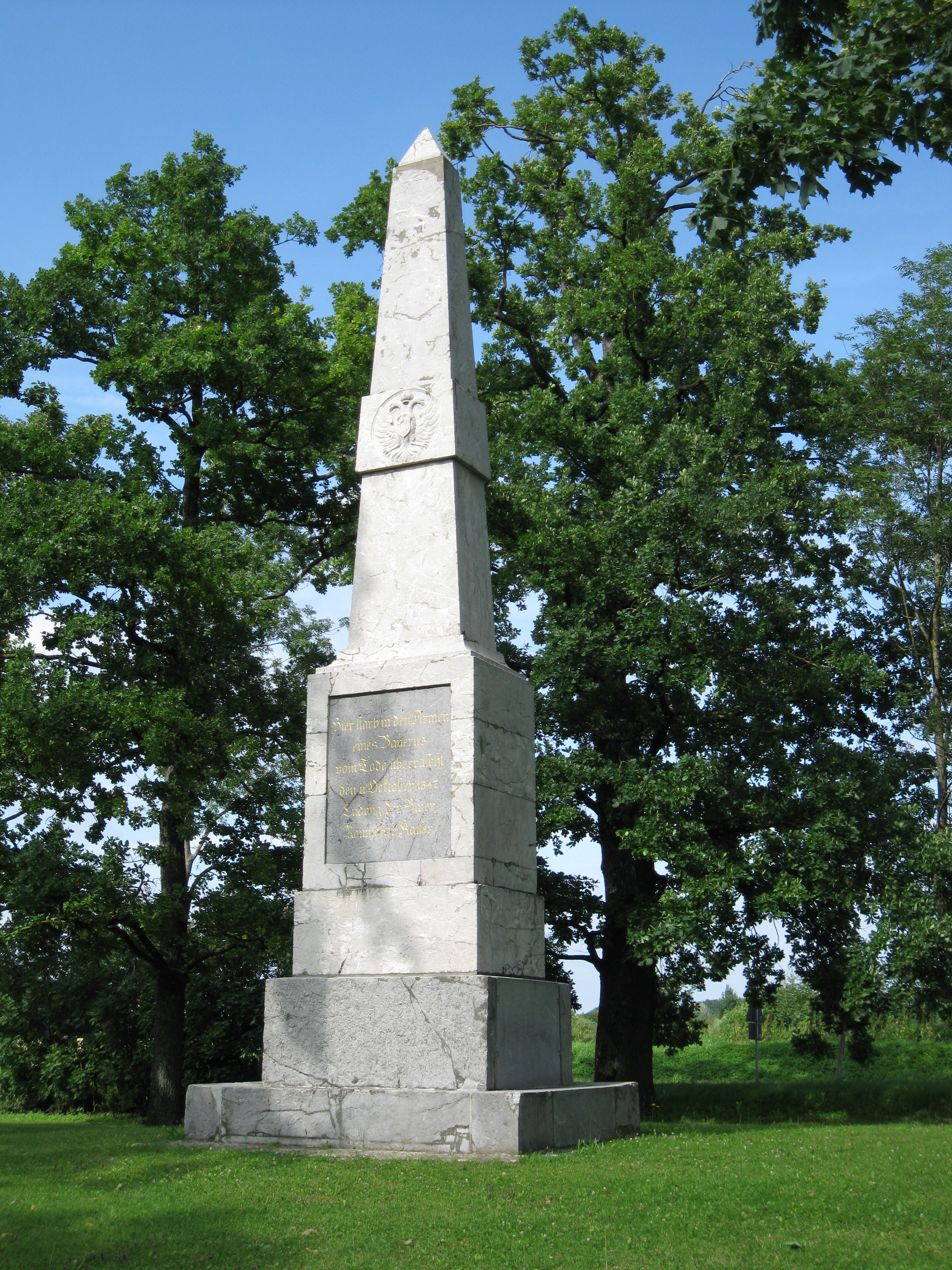
La colonna ricorda l'imperatore Ludovico il Bavaro

Fürstenfeldbruck (in bavarese Bruck) è una città tedesca della Baviera. È situata sulle rive del fiume Amper, circa 25 km a nord-ovest di Monaco di Baviera.
È nota anche perché nella sua base aerea militare si è svolto il tragico epilogo del massacro di Monaco, avvenuto nel 1972.

## Geografia fisica
Il fiume Amper attraversa Fürstenfeldbruck. La città si trova tra Monaco di Baviera e Augusta.

## Monumenti e luoghi d'interesse

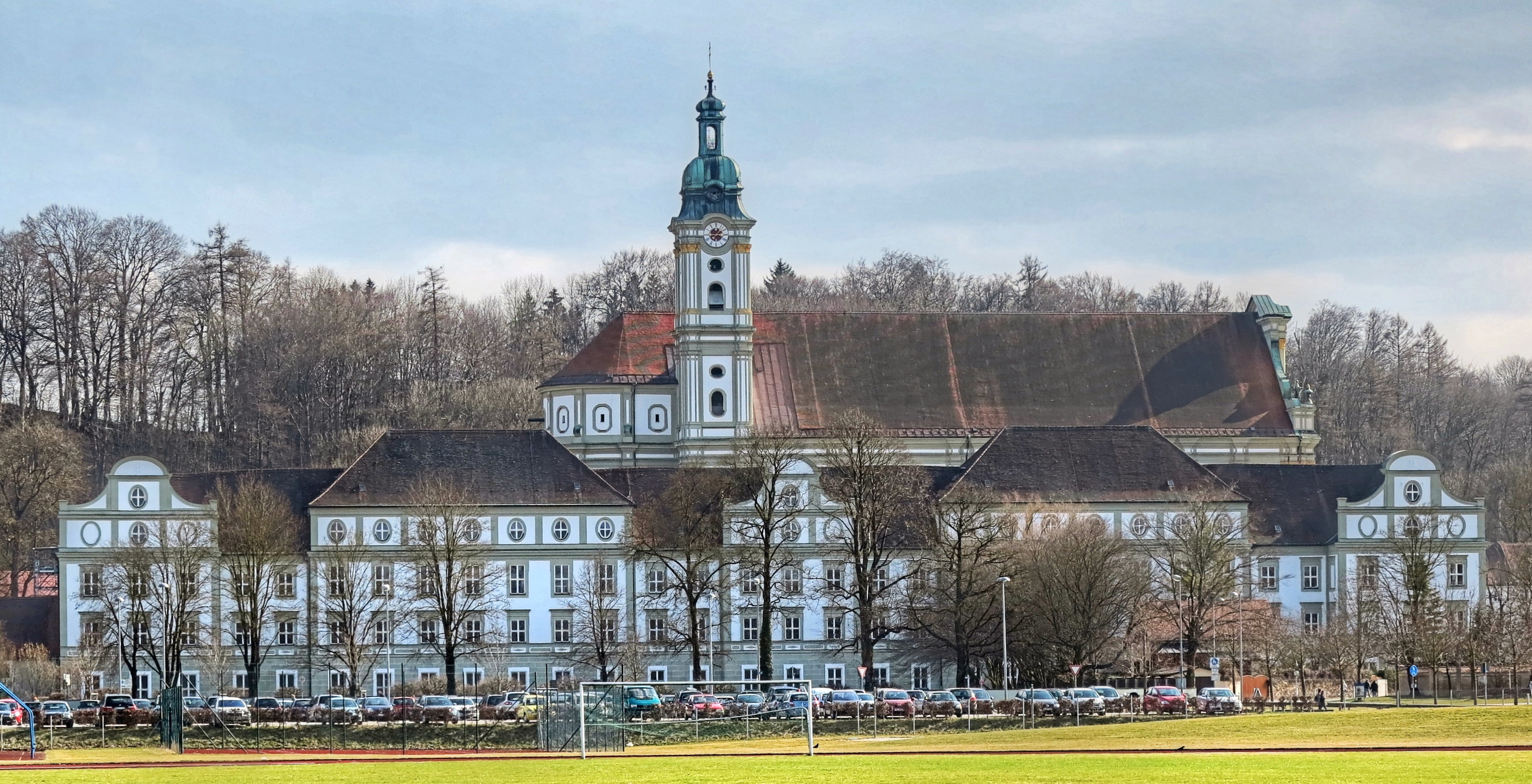
Il monastero di Fürstenfeld

- Monastero di Fürstenfeld, appartenuto ai cistercensi fino al 1803, era uno dei monasteri preferiti dalla famiglia di Wittelsbach. Fondato nel 1266 da Ludovico II, duca di Baviera venne rifatto in sontuose forme barocche da Giovanni Antonio Viscardi fra il 1701 e il 1754.
- Chiesa parrocchiale di Santa Maria Maddalena: edificio della seconda metà del XVII secolo.
- Santuario di San Leonardo: edificio gotico, che può essere attraversato a cavallo. Questo era importante per i pellegrinaggi in onore di san Leonardo.
- Aumühle: antico mulino, buon esempio di edificio industriale del XIV secolo. Menzionato per la prima volta in un documento del 1331, oggi è la biblioteca municipale della città.

## Cultura

### Teatro
- Neue Bühne Bruck
- s'Brucker Brettl

### Manifestazioni e congressi
- Veranstaltungsforum Fürstenfeld

## Amministrazioni
Oltre a Fürstenfeldbruck esistono i quartieri Lindach, Buchenau, Neulindach, Pfaffing, Puch, Rothschwaig, Aich e Gelbenholzen.

## Amministrazione

### Gemellaggi
- Cerveteri, dal 28 giugno 1967
- Livry-Gargan, dal 29 giugno 1973
- Wichita Falls, dal 3 dicembre 1985
- Zara, dal 2 ottobre 1989
- Almuñécar, dal 25 giugno 2005